# Nornik śpiewający
Nornik śpiewający (Microtus abbreviatus miurus) – podgatunek nornika wyspowego, ssaka z podrodziny  karczowników (Arvicolinae) w obrębie rodziny chomikowatych (Cricetidae).

## Zasięg występowania
Nornik śpiewający zamieszkuje półwysep Kenai, Alaskę i Stany Zjednoczone.

## Taksonomia
Podgatunek po raz pierwszy zgodnie z zasadami nazewnictwa binominalnego opisał w 1901 roku amerykański teriolog Wilfred Hudson Osgood jako odrębny gatunek i nadając mu nazwę Microtus miurus. Holotyp pochodził z cypla Bear Creek, w górach w pobliżu Hope City, w Turnagain Arm, w Zatoce Cooka, w Alasce, w Stanach Zjednoczonych. 
W przeszłości był łączony w jeden gatunek z azjatyckim nornikiem wąskogłowym, ale analizy chromosomowe i DNA mitochondrialnego nie potwierdzają bliskiego pokrewieństwa. Blisko spokrewnionym gatunkiem jest natomiast nornik wyspowy i w świetle nowszych analiz M. miurus jest uważany za jego podgatunek.

### Etymologia
- Microtus: gr. μικρος mikros „mały”; ους ous, ωτος ōtos „ucho”[9].
- miurus: gr. μικρος mikros „krótki”[10]; ουρα oura „ogon”[11].

## Morfologia
Samice norników śpiewających mierzą od 126 do 168 mm długości, typowo 148 mm; masa ciała zawiera się od 28 do 52 gramów, typowo 38 g. Samce są nieznacznie mniejsze: mierzą od 125 do 163 mm długości, typowo 147 mm; masa ciała zawiera się od 22,5 do 60 gramów, typowo 39 g. Długość ogona 19–41 mm, długość ucha 11–31 mm, długość tylnej stopy 19–21 mm.

## Biologia
Zwierzęta te zamieszkują tundrę, przeważnie suche miejsca w pobliżu wody i zarośla karłowatych wierzb. Norniki śpiewające tworzą kolonie; kopią własne nory, ale mogą także zamieszkać w opuszczonych norach susłogonów arktycznych (Urocitellus parryii). Gryzonie te zjadają łubin, ostrołódkę, skrzypy i turzyce, oraz gałązki i liście wierzb. Na zimę norniki budują kopce ze ściętych części roślin, o objętości sięgającej 30 litrów.
Rozród ma miejsce od czerwca do sierpnia, w miocie jest od 4 do 12 młodych. Na Alasce stwierdzono, że ich zachowania seksualne cechuje promiskuityzm. Na początku sezonu rozrodczego zachowanie terytorialne wykazują samce, później samice. Szczególną cechą tych norników są wydawane przez nie dźwięki, którym zawdzięczają nazwę, opisywane jako „metaliczne”; mogą one służyć do oznaczania terytorium, bądź do ostrzegania przed drapieżnikami.

## Populacja
Nornik śpiewający jest uznawany za gatunek najmniejszej troski, nie są znane zagrożenia dla tego gatunku.